# Campagne (Oise)
Campagne è un comune francese di 144 abitanti situato nel dipartimento dell'Oise della regione dell'Alta Francia.

## Società

### Evoluzione demografica
Abitanti censiti